# Ponceau 2R
Ponceau 2R, ponceau de silinina, ponceau G, vermelho R, vermelho ácido 26, vermelho para alimentos 5, ou C.I. 16150 é um corante azo usado em histologia para coloração. É facilmente solúvel em água e levemente em etanol.